# تشو لولو
تشو لولو (بالصينية: 周璐璐) هي رباعة صينية، ولدت في 19 مارس 1988 في يانتاى في الصين.

## وصلات خارجية
- تشو لولو على موقع IAT Database Weightlifting (الألمانية)
- تشو لولو على موقع أوليمبيديا (الإنجليزية)
- تشو لولو على موقع اللجنة الأولمبية الصينية (الإنجليزية)